# Szahalin japán megszállása (1905)
Szahalin japán megszállása az orosz–japán háború alatt történt 1905. július 7. és július 31. között, mely a konfliktus utolsó nagyobb hadművelete volt.

## Előzmények
A japán hadvezetés már a háború korai szakaszában mérlegelni kezdte Szahalin megszállását. Gaisi Nagaoka tábornok, a birodalmi haditanács tagja erősen támogatta az ötletet, de a haditengerészet vezetői megvétózták.
A csuzimai csata befejezését követően röviddel, 1905. június 7-én Theodore Roosevelt amerikai elnök találkozott Kentaró Kaneko japán diplomatával, amikor is újra felvetődött a sziget elfoglalásának ötlete. Az Egyesült Államok mindenekelőtt azt akarták, hogy Oroszország tárgyalásos úton zárja le a háborút. Szahalin elfoglalásával közvetlen orosz területek elvesztésének a veszélye állt volna fenn, amely II. Miklóst talán kényszerhelyzetbe hozná. A csuzimai vereség után Miklós aggódott akár Szahalin, akár más orosz terület ellen intézendő japán invázió miatt és hajlott a tárgyalásokra. A nagy sikereket követően Japán újból erősödtek azok a hangok, amelyek Szahalin megszállását szorgalmazták.
A japánok és oroszok 1855-ben a simodai szerződés értelmében közösen ellenőrizték a szigetet, miközben Kína lemondott minden igényéről a szigetet illetően. 1875-ben, a szentpétervári szerződés értelmében Japán az általa ellenőrzött déli felét a szigetnek átadta az Orosz Birodalomnak, cserébe a Kuril-szigetekért.
Szahalin nem tartozott a birodalom különösebben fontos területei közé. Stratégiai jelentősége nem volt, nem rendelkezett ásványkincsekkel. 1904-ben 30 ezren éltek a szigeten, zömében Oroszországból száműzött személyek, fegyencek, hivatalnokok és katonák, mellettük még néhány ezer ainu őslakos. Szahalinon ekkor elképesztő méretekben burjánzott a korrupció is.
A háború alatt 7280 fős orosz katonaság állomásozott Szahalinon. Az állomány helyi besorozott parasztokból, vadászokból és katonai szolgálatra kényszerített fegyencekből állt, akik kevés kiképzést kaptak és gyengén voltak felszerelve. A megfelelő kiképzőtisztek is csak 1905 áprilisában érkeztek meg Szahalinra. A sziget főparancsnoka Mihail Nyikolajevics Ljapunov tábornok volt, civilben ügyvéd, aki csekély hadi tapasztalattal bírt.
A japánok a Szahalin elleni támadásra a 13. birodalmi hadosztályból különítettek egy 14 ezer főnyi különítményt Kenszai Haragucsi tábornok parancsnoksága alatt, amelyet egy hajóraj vitt át a tengeren. A flottakülönítmény a következő egységekből állt: négy páncélos cirkáló Sigetó Deva altengernagy vezetésével, négy védelmi cirkáló Maszamicsi Tógó admirális vezetésével, ezeken kívül négy partvédelmi hajó, kilenc romboló és tizenkét torpedóhajó.

## Az invázió
Szahalin partjainak védelmére nem állomásoztak orosz hajók, sőt a flotta a csuzimai vereség után nem is tudott volna sokat tenni a sziget megvédésére. A japán inváziós erők így minden gond nélkül partra tudták tenni csapataikat 1905. július 7-én Anyiva és Korszakov települések mellett az Anyiva-öbölben. Itt felszámolták egy elhelyezett aknát.
Korszakovban 2000 orosz katona állomásozott a lengyel Józef Arciszewski ezredes vezetésével. A déli katonai nyílt harcra nem vállalkozhatott létszámánál és képzettségénél fogva, ezért kisebb gerilla-hadműveletekre rendezkedett be. Ennek megfelelően a déli haderőt 5 csoportra osztották: Korszakov környékén 415 ember csoportosult Arciszewski ezredes vezetésével, 8 db 47 mm-es ágyúval és három gépágyúval. A Tunajcsa-tó körül Bronyiszlav Grotto-Szlepikovszkij 178-190 ember állt egy géppuskával. Szevasztyanovka falu környékén 157-160 katona állomásozott. A Ljutoga folyót 180-184 katona vigyázta, míg a Najbát 225 ember.
A város tizenhét órán át ellenállt a japán támadásoknak. Július 8-án a védők kiürítették Korszakovot, sőt a visszavonuláskor fel is gyújtották.
A japánok tovább nyomultak északnak és július 10-én bevették Vlagyimirovka falut. Ezzel egy időben egy újabb japán erősítések érkeztek Szahalinra, akik a Notoro-foknál szálltak partra. Arciszewski ezredes megpróbálkozott Vlagyimirovkától nyugatra a sáncok mögötti védekezéssel, ám még mielőtt kiáshatták volna az árkokat, a japán erők megkerülték őket a szárnyakon, ezért az ezredes a hegyekbe menekült. Július 16-án maradék embereivel megadta magát. Összesen 200 orosz került hadifogságba, míg japán részről 18 halott és 58 sebesült volt az addigi mérleg. A többi orosznak Borisz Sztyerligov százados vezetésével sikerült elmenekülniük a sziget északi részébe.
Romanovszkoje és Otradna környékén Vaszilij Bikov századosnak sikerült csapdába csalnia a japánokat és nagy veszteségeket okozott nekik, de a fokozódó túlerő miatt vissza kellett vonulnia Nyikolajevszkba. A harcokban 54 emberét vesztette el. A Ljutoga és Szevasztyanovka mellett állomásozó orosz erők nem voltak érintve a harcokban.
Július 24-én további japán csapatok szálltak partra Szahalin északi részén, Alekszandrovszk-Szahalinszkij közelében, ahol Ljapunov tábornok még további 5000 orosz felett parancsnokolt. A japán túlerő és a szűkös készletek miatt a védők feladták a várost és kivonultak onnét. Július 31-én Ljapunov is megadta magát.

## Következmények
A japánok a sziget megszállásakor csak minimális veszteségeket szenvedtek. Az oroszok közül 181-en haltak meg, 3270-en fogságba estek. A kudarc oka a katonák alacsony harci moráljában és képzetlenségében keresendő.
A portsmouth-i békében Oroszországnak nem kellett a teljes szigetről lemondania, Japán csak Szahalin déli részét vette birtokba, amelyet korábban is uralt. A határt az 50. északi hosszúsági vonalon húzták meg. A japánok ezen a területen hozták létre a Karafuto prefektúrát.
Japán 1920-ban, az orosz polgárháború során megint megszállta teljes szigetet, de 1925-ben újból visszaadta az északi területeket a Szovjetuniónak.
A második világháború alatt a szovjet Vörös Hadsereg 1945 augusztusában két hétig tartó hadműveletek során foglalta el Japántól Dél-Szahalint, amelyet a háborút követően a Szovjetunió]oz csatoltak és napjainkban is Oroszország része.